# Katja Pieweck

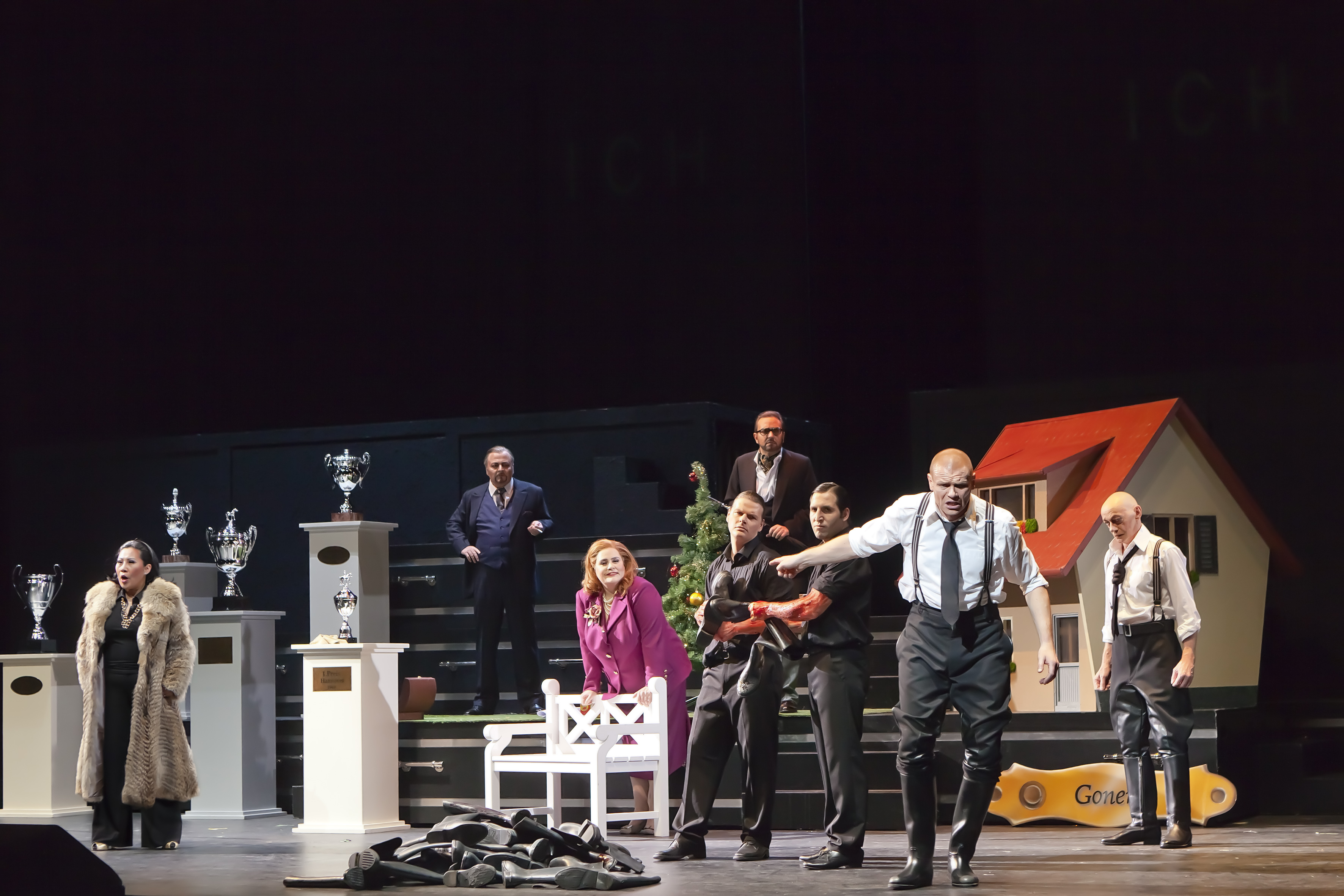
Lear, Hamburgische Staatsoper 2012, Katja Pieweck je v purpurových šatech opřená o lavičku

Katja Pieweck (narozena před rokem 1989 v Hannoveru) je německá operní pěvkyně (mezzosoprán/dramatický soprán). Od roku 1997 zpívá ve Státní opeře v Hamburku.

## Život
V letech 1989 až 1996 studovala zpěv na Vysoké škole hudby a divadla v Hamburku (Hochschule für Musik und Theater Hamburg), mimo jiné u Judith Beckmann. V letech 1997 až 1999 byla sponzorována Körberovou nadací (Körber-Stiftung) jako členka Hamburského mezinárodního operního studia (Internationales Opernstudio Hamburg) a přijala roli Valencienne ve Veselé vdově ve Státní opeře v Hamburku. V roce 1999 se stala členkou souboru Státní opery v Hamburku. V roce 2000 získala kulturní cenu Nadace Berenbergovy banky (Berenberg Bank) a v roce 2007 také cenu Dr. Wilhelma Oberdoerffera od Nadace pro propagaci Státní opery v Hamburku (Stiftung zur Förderung der Hamburgischen Staatsoper).
Kromě svých pravidelných vystoupení v Hamburku hostovala ve Státní opeře v Berlíně (Staatsoper Unter den Linden), dále v Mnichově a v Hannoveru. Její repertoár zahrnuje Donnu Elviru z Dona Giovanniho, Mercédès z Carmen, Suzuki z Madam Butterfly, Siegrune z Valkýry a Fricku ze Zlata Rýna, stejně jako Brangäne z Tristana a Isoldy a Ortrudu z Lohengrina, se kterou debutovala 12. května 2013 ve Státní opeře v Hamburku. V jejím repertoáru nechybí ani titulní role z Ariadny na Naxu a Leonora z Fidelia.